# Samsung Galaxy Tab S 8.4
Samsung Galaxy Tab S 8.4 je 8,4palcový Android tablet, který vyrábí a prodává společnost Samsung Electronics. Tablet spadá do série Samsung Galaxy Tab S a do nadřazené série Samsung Galaxy Tab. Samsung Galaxy Tab S má verzi s 8.4 nebo 10.5 palcovou obrazovkou. Tablet byl oznámen 12. června 2014 a následně vydán 2. července 2014. Tablet je k dispozici ve dvou variantách – pouze Wi-Fi, Wi-Fi/4G. To je druhý 8,4palcový tablet od Samsungu, který je zaměřen tak, aby byl přímým konkurentem proti LG G Pad 8.3 a iPad Mini 2.

## Historie
Galaxy Tab S 8.4 byla oznámen 12. června 2014. Byl oznámen spolu s Galaxy Tab S 10.5 na Samsung Galaxy Premier 2014 v New Yorku.

## Funkce
Galaxy Tab S 8.4 je vydán s operačním systémem Android 4.4.2 Kitkat. Samsung má vlastní nadstavbu, která se jmenuje TouchWiz Nature UX 3.0 software. Tablet obsahuje standardní Google aplikace a aplikace od Samsungu (ChatON, S Suggest, S Voice, S Překladač, S Plánovač, WatchON, Smart Stay, Multi-Window, Group Play, All Share Play, Samsung Magazine, Professional pack, režim Více uživatelů a SideSync 3.0)

Galaxy Tab S 8.4 je k dispozici ve variantě s Wi-fi a 4G/LTE. Úložište se pohybuje od 16 GB do 32 GB v závislosti na modelu. Paměť lze rozšířit s kartou microSDXC až na 128 GB. Tablet je vybaven předním fotoaparátem bez blesku s 2.1 MP a zadním fotoaparátem s 8.0 MP a LED bleskem. Tablet dokáže natáčet HD videa.